# Fort Beaufort
Fort Beaufort, seit 2023 offiziell KwaMaqoma, ist eine Kleinstadt in der südafrikanischen Provinz Eastern Cape. Sie befindet sich im Distrikt Amathole (Gemeinde Raymond Mhlaba). 2011 hatte die Stadt 25.668 Einwohner.

## Geschichte
Ihren Ursprung verdankt die Stadt der Anlage einer Missionsstation im Jahr 1816 in einem Gebiet, das zu dieser Zeit von einer sich verstärkenden Besiedlung durch weiße Einwanderer geprägt war, die zunehmend mit der ansässigen Bevölkerung vom Volk der Xhosa und der San in Konflikt kamen.
Beaufort ist der Name einer französischen Burg, die im historischen Zusammenhang mit der britischen Adelsfamilie Sommerset steht. Der Name übertrug sich später auf die Stadt und gründet sich auf Lord Charles Somerset, dem Duke of Beaufort, nach dem das hier 1823 errichtete Fort benannt wurde. Bedeutende Sehenswürdigkeiten sind die Reste des alten Forts mit einem Befestigungsturm, dem Martello Tower. Dieser Turm wurde 1837 errichtet. Das Fort diente als militärischer Posten in einer Kette von Befestigungsanlagen, die im Zuge der Grenzkriege zwischen Xhosa-Stämmen und britischen Truppen im 19. Jahrhundert entstand.

## Lage
Fort Beaufort liegt in einer Ebene, die in nördlicher Richtung über ein Hügelland in das Bergland der Winterberge übergeht. Der Kat River entwässert diese Gebirgsregion und passiert den alten Siedlungskern in geringem Abstand westwärts.
Die Kleinstadt befindet sich an den Regionalstraßen R63 und R67, die sich im Stadtgebiet kreuzen. Mit der Eisenbahn erreicht man Fort Beaufort von King William’s Town im Osten oder von Cradock bzw. Somerset East im Westen. Von dieser Linie zweigt hier eine Nebenstrecke zum nördlich gelegenen Ort Seymour ab.

## Infrastruktur, Wirtschaft und Tourismus
In Fort Beaufort gibt es ein Krankenhaus für die Region, außerdem ist die Verwaltung des gleichnamigen Schulbezirks dort angesiedelt. Der Schulbezirk umfasst die Umgebung der Stadt und erstreckt sich in östlicher Richtung nach Alice und ins Tal des Tyhume River. Damit wird ein traditionelles Hauptsiedlungsgebiet der Xhosa umfasst.
Die Umgebung von Fort Beaufort, besonders in nördlicher Richtung, ist durch Plantagenwirtschaft geprägt. Der Wasserreichtum im Tal des Kat Rivers ermöglicht diese landwirtschaftliche Nutzung. Westlich und südlich der Stadt erstrecken sich semiaride Gebiete der östlichen Karoo-Region.
Zu den touristisch interessanten Punkten und auf die Kultur dieser Region orientierten Einrichtungen zählt das Militär-Museum und ein Historisches Museum. Letzteres wurde 1938 auf Beschluss der National Monument’s Commission gegründet, 1940 eröffnet und zeigt neben Zeugnissen der europäischen Besiedlung auch kunsthandwerkliche Exponate der Xhosa-Bevölkerung. Sehenswert ist die von Andrew Geddes Bain erbaute Victoria Bridge aus den Jahren 1840 bis 1844, eines der ältesten Brückenbauwerke in Südafrika.

## Personen
- John Dugard (* 1936), südafrikanischer Jurist
- Charlotte Maxeke (1871–1939), südafrikanische Pädagogin und Menschenrechtlerin (mutmaßlich dort geboren)